# Fazenda do Pinhal
A Fazenda Conde do Pinhal, além de ter sua própria história conta também sobre a Vila de São Carlos do Pinhal, nascida na sesmaria da família Arruda Botelho. Em 1857  com o grande desenvolvimento do café na região, a fazenda se destaca com a produção do mesmo, assim necessitando de mão-de-obra escravizada. Posteriormente, com a Lei do Ventre Livre e a Lei Áurea , a mão-de-obra escravizada africana foi sendo substituída por imigrantes europeus. A história da Fazenda Conde do Pinhal nos recorda como era organizada uma fazenda cafeeira, dessa maneira nos mostra como o café movia a economia da própria fazenda e da Vila São Carlos.

## História

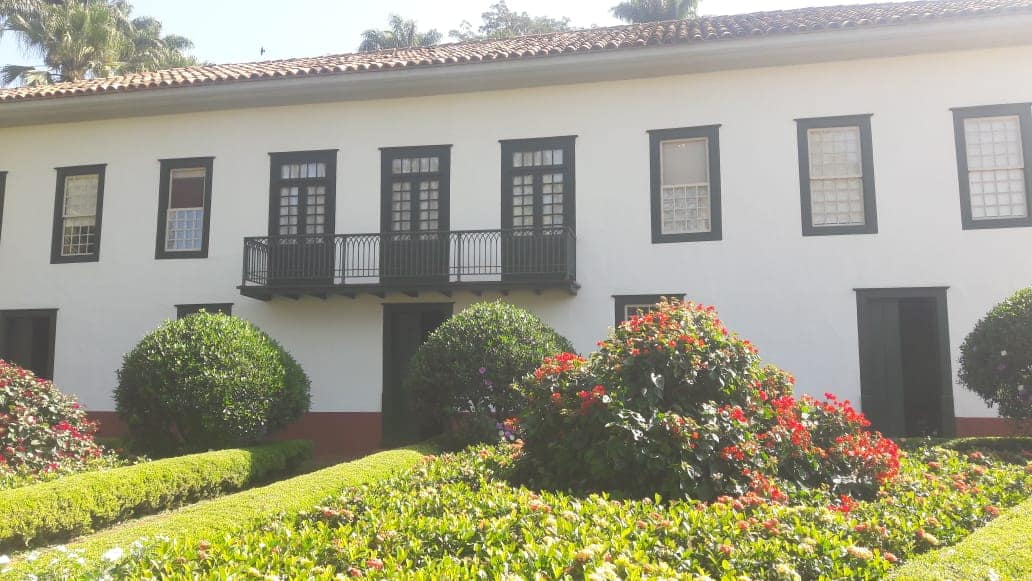
Fachada Casa Grande

A história da Fazenda do Pinhal remete à década de 1780, quando Carlos Bartholomeu de Arruda e seu filho, Manoel Joaquim Pinto de Arruda, adquiriram terras através das Sesmarias da região de Araraquara. A ocupação das terras da Fazenda, por sua vez, ocorreu com outro filho e herdeiro de Carlos Bartholomeu. Antônio Carlos de Arruda Botelho deu início à construção da Casa de Morada e às atividades econômicas na Fazenda nas primeiras décadas do século XIX. Na metade do mesmo século, houve também o surgimento da Vila de São Carlos do Pinhal, nascida de doações de terras que pertenceram à sesmaria do Pinhal.

Em 1850, as plantações de café começaram a se intensificar, de forma a sobressair-se diante das outras atividades empregadas, como a plantação de cana-de-açúcar e a criação de gado. Diante desse crescimento, houve a necessidade de um aumento na quantidade de mão-de-obra escravizada, que era proveniente do interior da Bahia, lugar de abundância de escravizados devido ao declínio do ciclo da cana de açúcar. Além disso, em relação à mão-de-obra escravizada que era utilizada por ele e pelos demais produtores de café no Brasil,
| “ | (...) O Rio de Janeiro era o principal destino dos escravocratas, entre eles, o Conde do Pinhal, para a realização desses negócios, pois, o tráfico interprovincial tornou-se a alternativa mais viável para se manter a escravidão com a proibição do tráfico negreiro. Recorrer a essa prática era de extrema importância para os escravocratas na manutenção dessa mão-de-obra que era à base do trabalho e do desenvolvimento das fazendas de São Carlos. (...) os escravos se faziam muito necessários e eram o principal recurso de mão-de-obra. Moravam nas senzalas, que eram típicos salões sem divisórias e sem janelas, e costumavam ser divididos por gêneros, ou seja, separavam-se os homens das mulheres e das crianças. A alimentação, como já mencionado se dava principalmente por meio do feijão e do angu. Recorrer ao tráfico interprovincial tendo o Rio de Janeiro como escoamento dessa mercadoria permitiu a manutenção e o abastecimento da região de São Carlos por algum tempo. | ” |
|   | |   |

O auge do desenvolvimento cafeeiro atingiu a região dos Campos de Araraquara no último quartel do século XIX e, com a aprovação de leis como a Lei do Ventre Livre (1871), Lei do Sexagenário (1885) e a Lei Áurea (1889), houve a necessidade de substituir a mão-de-obra escravizada pela mão-de-obra assalariada barata. Atraindo, assim, a vinda de muitos imigrantes - principalmente italianos. Antônio Carlos acabou abrindo várias outras fazendas no Oeste Paulista, mas manteve a Fazenda do Pinhal como a morada de sua família.
Após a morte de Antônio, em 1901, e de sua esposa Anna Carolina de Oliveira (filha dos futuros Visconde e Viscondessa do Rio Claro), em 1945, a Fazenda permaneceu em mãos dos descendentes da Família Arruda Botelho, que mantém viva e preservada a memória e o patrimônio de seus ancestrais.
Na década de 1980, o imóvel foi tombado pelo Instituto do Patrimônio Histórico e Artístico Nacional (IPHAN) e pelo Conselho de Defesa do Patrimônio Histórico, Arqueológico, Artístico e Turístico (CONDEPHAAT).
Em 2009 foi adquirida pelo banqueiro Fernão Bracher, que fechou o hotel fazenda localizado próximo à casa sede para priorizar o museu e a parte histórica da fazenda.
O Imóvel, localizado na cidade de São Carlos no estado de São Paulo, é aberto a visitações de segunda à sexta. As visitas devem ser agendadas com antecedência no site da fazenda. 

## Prédio Histórico tombado
- IPHAN – Instituto do Patrimônio Histórico e Artístico Nacional[10]
  - Número do Processo: 1183-T-85
  - Livro Belas Artes: Nº inscr. 587, vol. 2, f. 012-013, 14 de outubro de 1987
  - Livro Histórico: Nº inscr. 517, vol. 1, f. 099-100, 14 de outubro de 1987
  - Livro do Tombo Arqueológico, Etnográfico e Paisagístico: Nº inscr. 099, vol. 1, f. 048-049, 14 de outubro de 1987
- CONDEPHAAT – Conselho de Defesa do Patrimônio Histórico, Arqueológico, Artístico e Turístico[11]
  - Número do Processo: 02172/79
  - Resolução de Tombamento: Resolução 48, de 16 de dezembro de 1981
  - Publicação do Diário Oficial: Poder Executivo, Seção I, 18 de dezembro de 1981, p. 17
  - Livro do Tombo Histórico: Nº inscr. 156, pp. 28 à 34, 28 de janeiro de 1982
- FPMSC – Fundação Pró-Memória de São Carlos / CONDEPHAASC – Conselho Municipal de Defesa do Patrimônio Histórico, Artístico e Ambiental de São Carlos[12]
  - Número do Processo: 116/2010
  - Tombamento Municipal ex-officio: Resolução n° 09, de 19 de setembro de 2012
  - Publicação do Diário Oficial: 21 de setembro de 2012

A edificação de que trata este verbete consta na lista da Fundação Pró-Memória de São Carlos (FPMSC), órgão municipal de preservação do patrimônio, como "Edifício tombado" (categoria 1). O que significa que é "proibida a demolição e permitidas ou não reformas, desde que seguidas as orientações específicas dos órgãos competentes".

## Conjunto Arquitetônico / Decoração

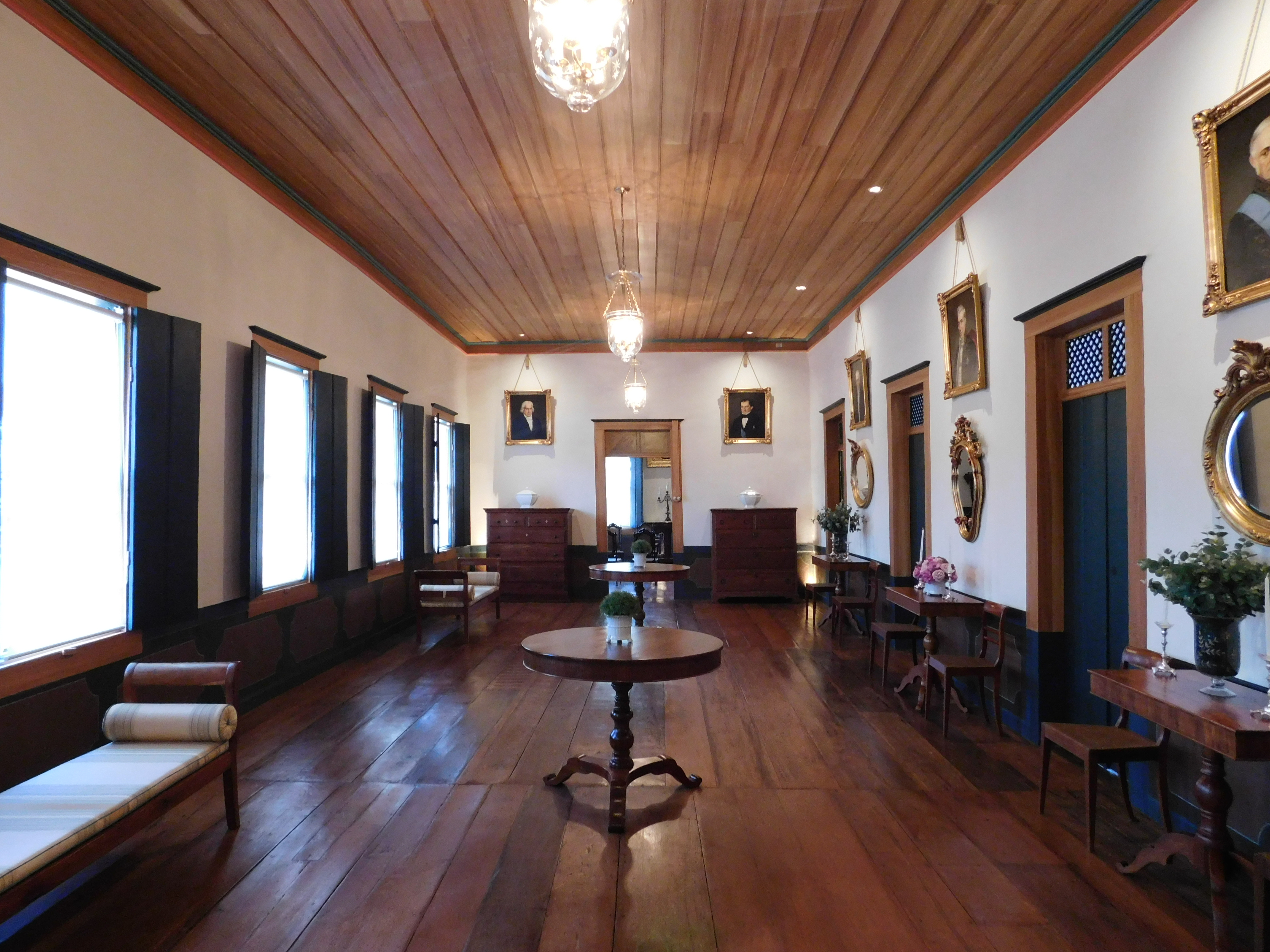
Fazenda do Pinhal - Interior

Na Fazenda do Pinhal estão conservados o antigo terreiro de café e ao lado, as antigas senzalas de escravizados,  que depois foram readequadas para servir de moradia aos imigrantes italianos e atualmente foi adaptada para manter o acervo histórico.
Na casa grande encontram-se os objetos da época do Conde do Pinhal, como o altar à Nossa  

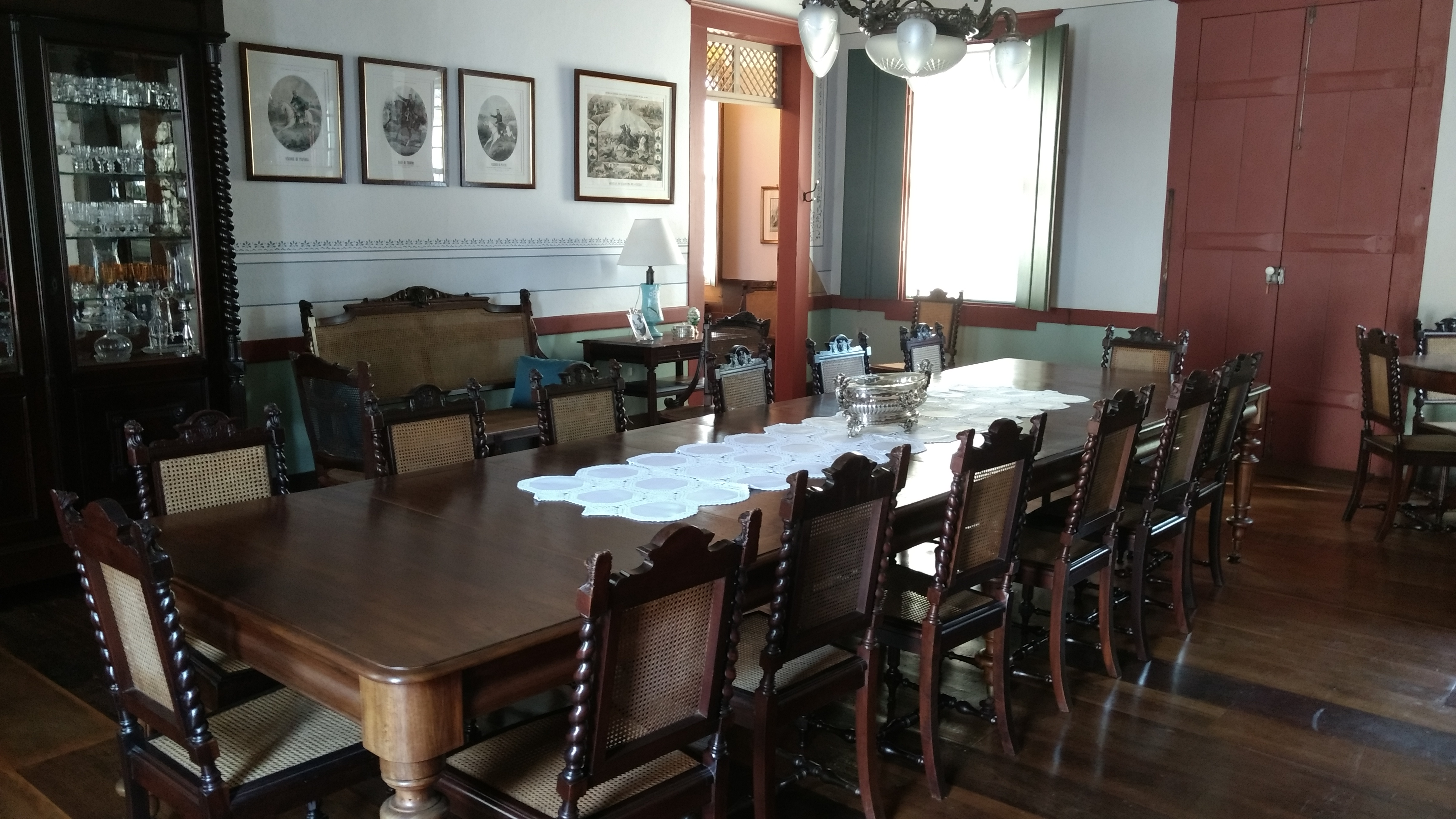
Fazenda do Pinhal - Interior Sala Jantar

Senhora das Dores e a imagem de São Carlos Borromeo, que vieram  da Itália, cristaleiras entre outros mobiliários. Entre outras peças, estão os lustres, espelhos, móveis e vários quadros da família. Entre os quadros, tem uma pintura da Fazenda do Pinhal feita pelo pintor Benedito Calixto.
Os quartos do casal e dos filhos, a sala de música, a sala de reuniões e a cozinha, ainda conservam o estilo da época da escravidão.
A casa é envolta por jardins de inspiração europeia, principalmente dos jardins franceses, além de pomares e alamedas.

## Biblioteca

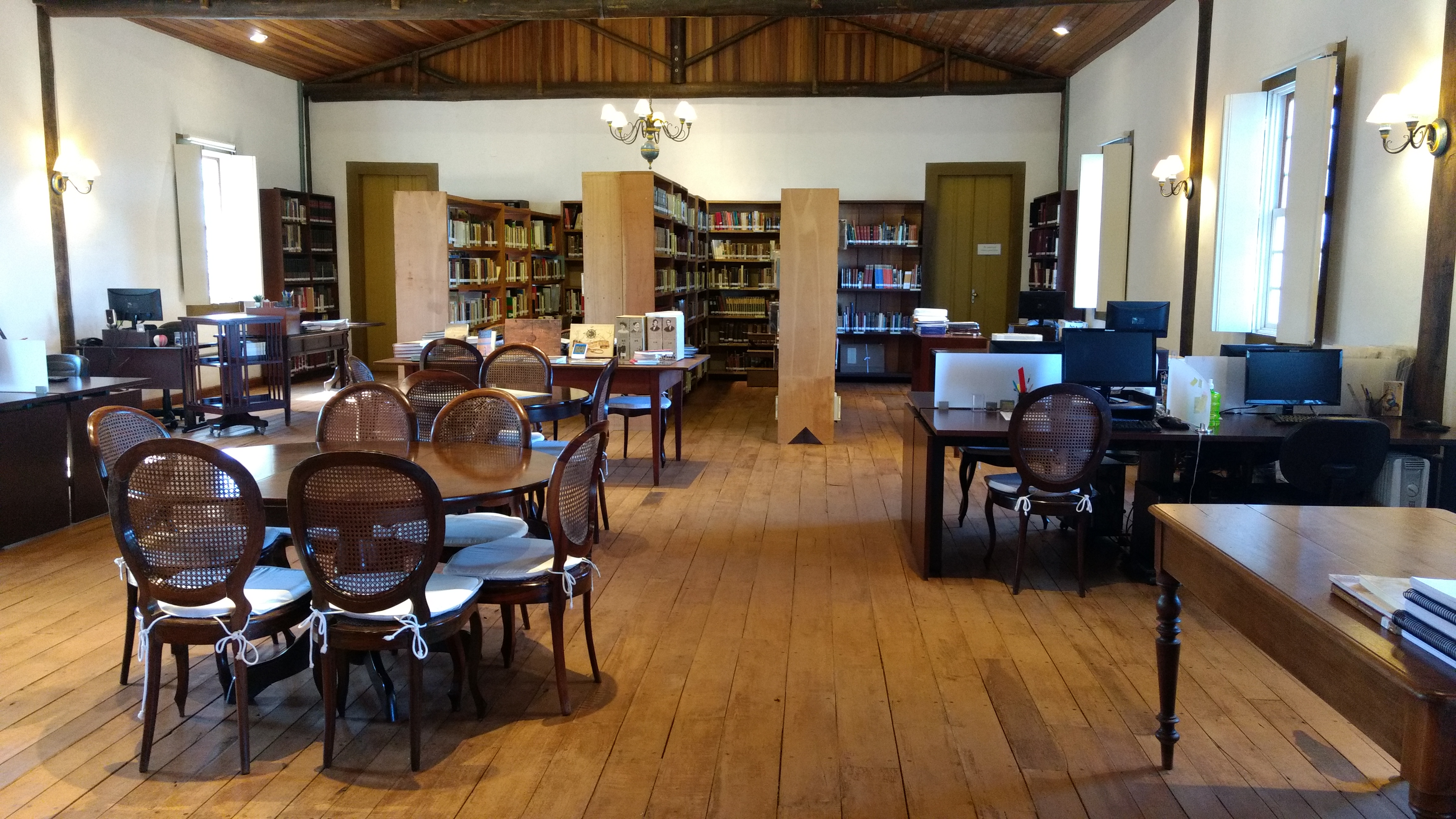
Fazenda do Pinhal

A Fazenda do Pinhal também possui uma biblioteca, em posse da família do Conde do Pinhal por várias gerações.
Provavelmente foi iniciada em torno de 1840, com algumas obras.
Tem um acervo em torno de três mil obras, algumas inclusive raras.
Entre os livros está uma coleção completa de Eça de Queiroz, alguns livros de Gilberto Freyre, outros de Pedro Calmon, além de outros escritores.
Há também muitos livros relacionados a história do café.

## Características e Curiosidades
- Fazenda do Pinhal, situada no quilômetro 4,5 da Estrada do Broa, com 45 hectares e 1 acre, incluindo vegetação e benfeitorias, tais como : sede da fazenda, casa de máquinas, senzala, tulha, terreiros de café, cachoeiras e pomar murado.
- A casa do Pinhal foi concebida originalmente com uma planta em "U", as casas rurais brasileiras com esse planejamento estão ligadas a períodos já estabilizados de grandes ciclos agropecuários.
- A casa contém uma capela, de onde, em 1857,  saiu uma procissão carregando uma imagem de São Carlos Borromeu até o local onde hoje está a catedral, consolidando a fundação da cidade de São Carlos[4].
- De arquitetura colonial, exibe a decoração feita originalmente por Anna Carolina, condessa do Pinhal, quando da ampliação em 1860. Mobiliário Thonet, óleos de Almeida Jr., porcelanas personalizadas e utensílios que já passaram por 9 gerações da família.
- Havia outra cozinha fora da casa, a que antigamente chamavam de "cozinha suja", pois era destinada ao preparo de alimentos de cozimento mais demorado; à limpeza de animais; ao fabrico de queijos, linguiças, às fornadas de pães – ou seja, os trabalhos mais "sujos" e complicados.
- Em alguns cômodos, as paredes também não têm janelas. Esses quartos eram destinados a pessoas que não eram da família como tropeiros e viajantes.
- Em uma viagem à Europa, a condessa do Pinhal conheceu um tratamento de saúde chamado de hidroterapia e resolveu construir uma escada d'água na propriedade. Ela costumava subir descalça os quase 100 degraus. O exercício físico e o contato da água com os pés eram uma forma de ativar a circulação.

## Visitação
Para visitar a Fazenda é necessário entrar em contato por telefone ou e-mail com a mesma. As visitas deverão ser agendadas previamente pelo telefone (16) 3377-9191 ou pelos seguintes endereços de e-mail: agendamento@casadopinhal.com.br ou educador@casadopinhal.com.br